# 電力所前仮乗降場

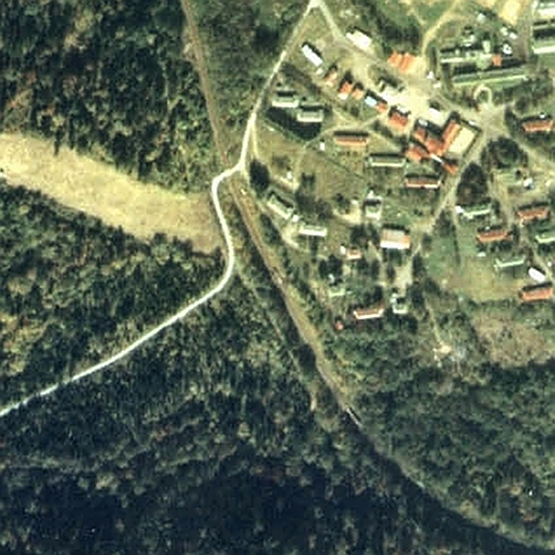
1977年の電力所前仮乗降場と周囲約500m範囲。上が糠平方面。中央に小さく見えるのがホーム。右に広がるのは電力社宅で、その敷地より階段を降りた位置にあった。待合室は階段の手前の林の中にあったが、この写真では確認出来ない。

電力所前仮乗降場（でんりょくしょまえかりじょうこうじょう）は、かつて北海道河東郡上士幌町字黒石平に存在した、日本国有鉄道（国鉄）士幌線の仮乗降場である。士幌線の廃止に伴い、1987年（昭和62年）3月23日に廃止（廃駅）となった。

## 概要
単式1面1線のホームを有する無人駅であり、廃止時まで仮乗降場であった。
黒石平には糠平ダムと糠平発電所に関連した住宅があったが、この住宅付近の線路には勾配があり、やや離れた場所に黒石平駅が設置された。しかし、これら住宅への利用者の便を図るため、列車の出発に支障のない下り勾配方（帯広方）へ向かう列車に限り発着をする駅を住宅至近に設けることになり、設置されたのが当仮乗降場である。そのため、停車するのは帯広方面行きのみで、糠平方面行きは全て通過（代わりに黒石平駅へ停車）していた。全国版の時刻表では仮乗降場の記載は省略されており、上下列車とも黒石平駅に停車するように記載されていたが、北海道ローカル版である弘済出版社『道内時刻表』では、「（電力所前）」として本乗降場についても記載されていた。
糠平ダム開発の電力所関係の家族が主な利用客であったが、1978年（昭和53年）に社宅が上士幌町中心部へ移転したことで、周辺は無人地帯となっていた。

## 歴史
- 1963年（昭和38年）11月1日 - 士幌線の仮乗降場として、黒石平駅と糠平駅の間に開業[1]。上り列車のみ停車[1]。同時に、黒石平駅は下り列車のみの営業となる[1]。
- 1987年（昭和62年）3月23日 - 士幌線の全線廃止に伴い、営業を停止、廃止となる[1]。

## 周辺
- 国道273号
- 電源開発糠平発電所
- 十勝バス「黒石平」停留所

## 隣の駅
日本国有鉄道
士幌線
黒石平駅 - 電力所前仮乗降場 - <糠平ダム仮乗降場> - 糠平駅